# Auvinyà
Aubinyà ou Auvinyà (prononcé en catalan: /əwβiˈɲa/, et localement : /awβiˈɲa/) est un village d'Andorre situé dans la paroisse de Sant Julià de Lòria qui comptait 221 habitants en 2017.

## Toponymie
Aubinyà est la graphie reconnue par la nomenclature d'Andorre (Nomenclàtor d'Andorra en catalan) éditée par la Commission de toponymie d'Andorre (comissió de Toponímia d'Andorra en catalan). Néanmoins cette graphie, traditionnellement vacillante, co-existe avec la forme Auvinyà,.
Notamment en vue des formes anciennes Albiniano et Albinyà, les linguistes Joan Coromines et Manuel Anglada affirment une origine latine au toponyme Aubinyà. Celui-ci serait construit sur l'anthroponyme latin Albinus[réf. nécessaire].

## Localisation

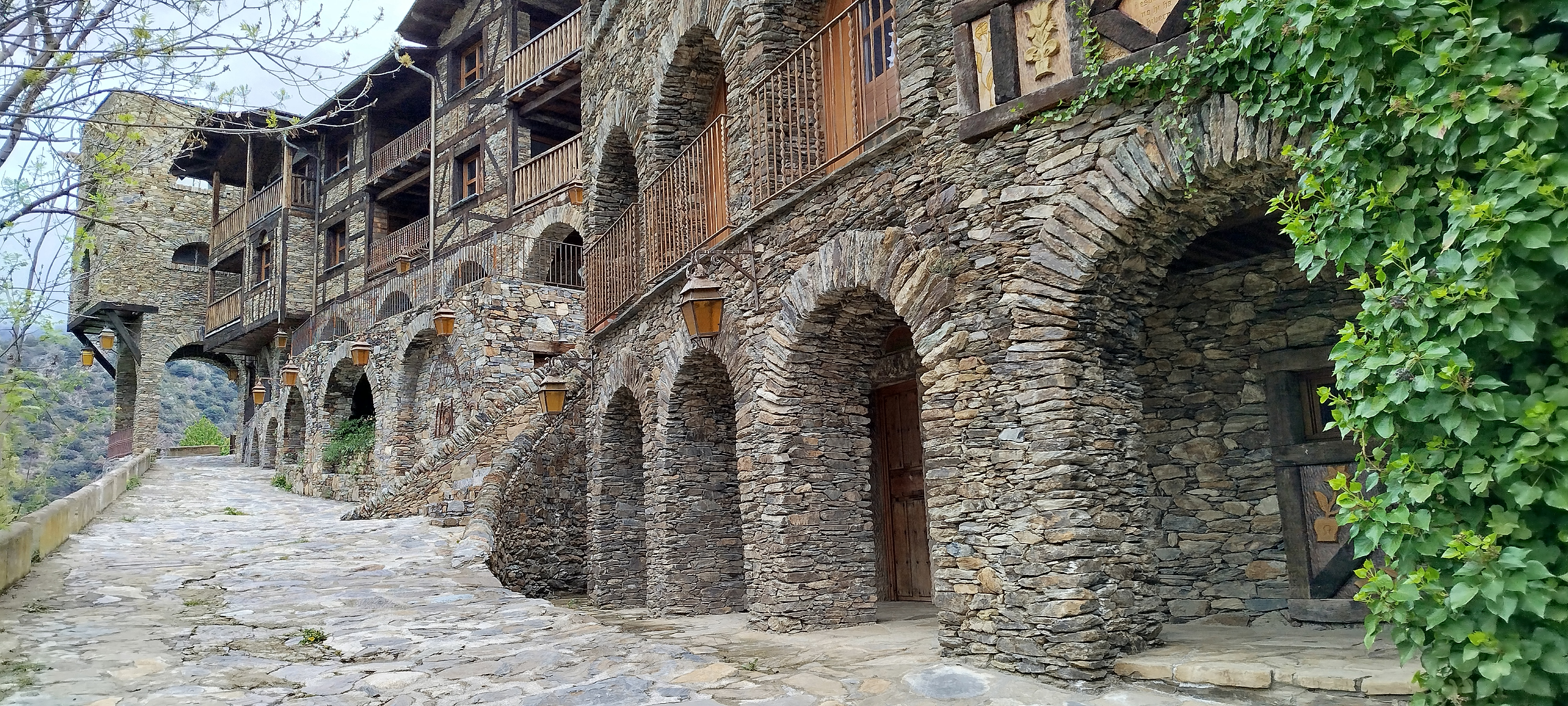

Le village d'Aubinyà est situé à une altitude de 1 176 m et domine la rive orientale de la Gran Valira. Comme Aixirivall, Certers, Fontaneda, et Nagol, Aubinyà fait partie des villages installés non pas au sein mais au dessus de la vallée du Gran Valira. La portion la plus basse de cette vallée, à proximité de la frontière espagnole, n'a en effet pas été élargie par les glaciers au cours des dernières glaciations et ne laisse donc pas l'espace nécessaire à l'installation d'un village.
On accède au village par la route CS-130, embranchement de la route générale 1, permettant de rejoindre également Juberri et La Rabassa depuis Sant Julià de Lòria. Auvinyà n'est ainsi situé qu'à 2,5 km de Sant Julià de Lòria.

## Démographie
| 1984 | 1985 | 1986 | 1987 | 1988 | 1989 | 1990 | 1991 | 1992 |
| ---- | ---- | ---- | ---- | ---- | ---- | ---- | ---- | ---- |
| 82   | 81   | 93   | 83   | 94   | 98   | 94   | 111  | 119  |

| 1993 | 1994 | 1995 | 1996 | 1997 | 1998 | 1999 | 2000 | 2001 |
| ---- | ---- | ---- | ---- | ---- | ---- | ---- | ---- | ---- |
| 136  | 149  | 145  | 140  | 158  | 161  | 165  | 166  | 157  |

| 2002 | 2003 | 2004 | 2005 | 2006 | 2007 | 2008 | 2009 | 2010 |
| ---- | ---- | ---- | ---- | ---- | ---- | ---- | ---- | ---- |
| 158  | 163  | 171  | 163  | 162  | 165  | 171  | 182  | 201  |

| 2011 | 2012 | 2013 | 2014 | 2015 | 2016 | 2017 | - | - |
| ---- | ---- | ---- | ---- | ---- | ---- | ---- | - | - |
| 182  | 188  | 185  | 208  | 216  | 220  | 221  | - | - |

## Culture et patrimoine
Le village abrite l'église Sant Romà d'Aubinyà, construite au XVIIe siècle et restaurée en 1964.

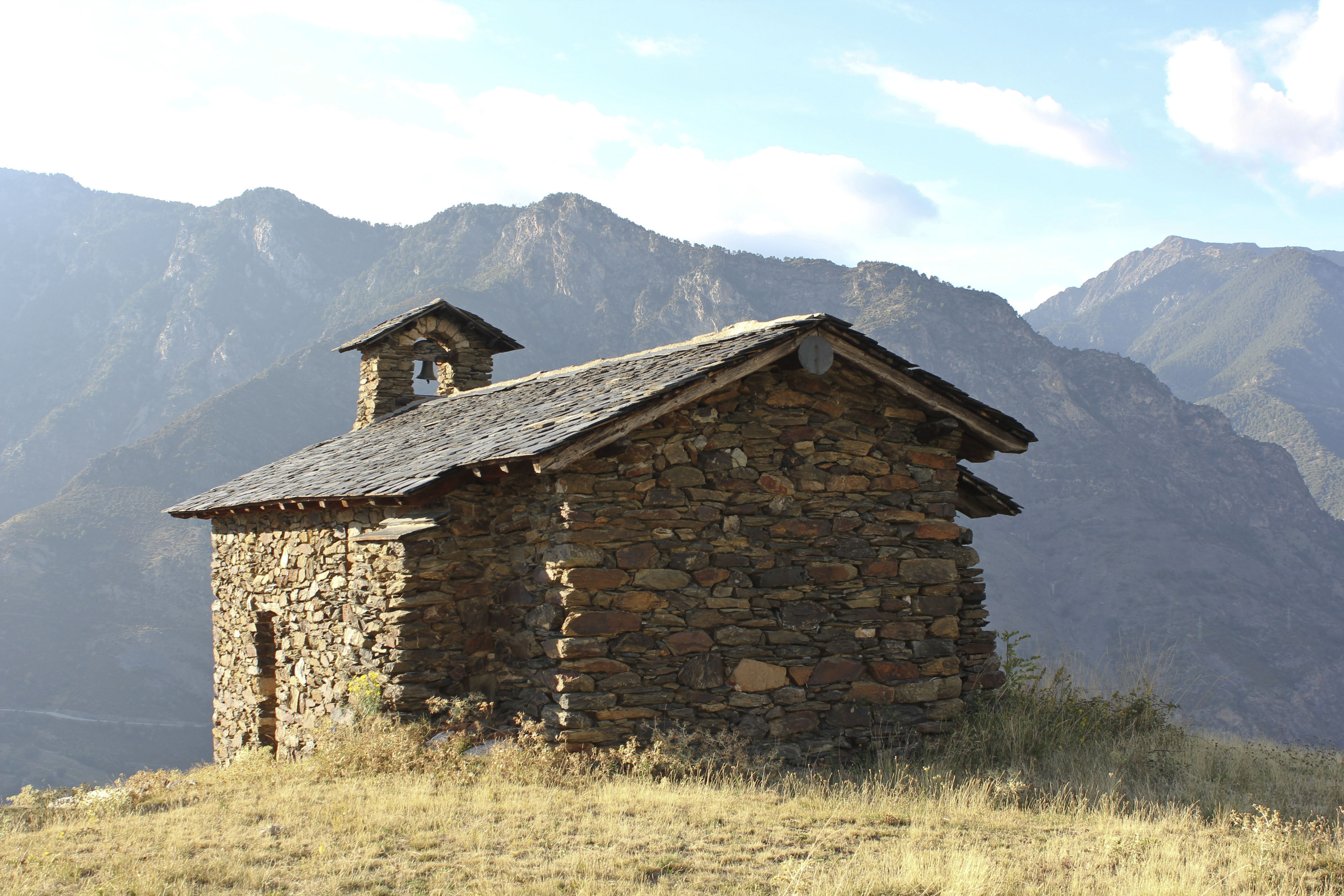
Sant Romà d'Aubinyà

La dame blanche d'Auvinyà (la Dama Blanca d’Aubinyà) est un personnage légendaire qui symbolise l'indépendance et la liberté de l'Andorre notamment face au pouvoir féodal et apparaît dans plusieurs contes traditionnels. Dans l'un d'entre eux, elle est une fée qui transforme un cavalier maure pillant les églises du pays en un loup qui sera tué par des chasseurs.